# Lubomirski-Konföderation
Die Lubomirski-Konföderation war eine von 1665 bis 1666 dauernde Rebellion des polnischen Magnaten und Feldherrn Jerzy Sebastian Lubomirski gegen den polnischen König Johann II. Kasimir und seine Reformpläne (u. a. das Vivente Rege).
Lubomirski suchte von seinem Verbannungsort Schlesien um Unterstützung beim Kaiser Leopold I., Kurfürst Friedrich Wilhelm von Brandenburg und König Karl von Schweden nach, während die königlichen Beschlüsse im polnischen Parlament durch seine Gefolgsleute in Polen mittels des Liberum Vetos lahmgelegt wurden. Lubomirski schlug dank der Unterstützung von unzufriedenen Teilen des polnischen Adels und unbezahlter, rebellierender Königstruppen das königliche Aufgebot mehrmals in die Flucht, so 1665 bei Tschenstochau und 1666 bei Mątwy, während sich Polen im Osten mit Russland ab 1654 formell immer noch im Kriegszustand befand.
Die Lubomirski-Konföderation endete am 31. Juli 1666 im Vertrag von Łęgonice, der den polnischen König dazu verpflichtete, seine Reformpläne aufzugeben und als negative Folge der Rebellion und eines neuen Konflikts im Süden seines Reichs mit Russland 1667, unter Aufgabe weiter Gebiete im Osten, den ungünstigen Waffenstillstand von Andrussowo abzuschließen.
Johann II. Kasimir dankte 1668 als König von Polen freiwillig ab, Lubomirski verstarb 1667 im schlesischen Exil.

## Web
- Wiktor Czermak: Sprawa Lubomirskiego w roku 1664. (Warszawa, 1886)